# ماثيو برودي
ماثيو برودي (بالإنجليزية: Matthew Brodie)‏ هو قسيس نيوزيلندي، ولد في 1 مايو 1864 في Coromandel, New Zealand ‏ في نيوزيلندا، وتوفي في 11 أكتوبر 1943 في كرايستشرش في نيوزيلندا.